# Синоп (вилајет)
Синопски вилајет (тур. Sinop ili) је вилајет у северној Турској, уз обалу Црног мора. Има површину од 5,862 km², што је еквивалентно 0,8% површине Турске. Границе су му дуге 475km и то 300km на копну, 175km на мору. Суседни вилајети су Кастамону на западу, Чорум на југу и Самсун на југоистоку. Престоница вилајета је град Синоп. У вилајету живи 202,740 становника, а густина насељености је 34.6 ст./km2.

## Окрузи
Синопски вилајет је подељен на 9 округа (престоница је подебљана):
- Ајанџик
- Бојабат
- Дикмен
- Дураган
- Ерфелек
- Герзе
- Сарајдузу
- Синоп
- Туркели